# Filosofem
Filosofem (en noruec "Philosopheme") és el quart àlbum d'estudi del projecte en solitari noruec de black metal Burzum. Es va enregistrar el març de 1993 i va ser l'últim enregistrament abans que Varg Vikernes fos condemnat a presó el 1994; però, l'àlbum no es va publicar fins al gener de 1996. Es va llançar a través de Misanthropy Records i pel mateix segell discogràfic de Vikernes, Cymophane Productions. De l'àlbum es va fer un videoclip per a la cançó "Dunkelheit" i va rebre atenció i temps d'emissió tant a MTV com a VH1.
L'àlbum destaca pel seu so experimental en comparació amb la majoria dels altres àlbums de black metal de la segona ona. Vikernes va considerar el llançament com un "àlbum antitendències".

## Rerefons
Varg Vikernes va gravar els primers quatre àlbums de Burzum entre gener de 1992 i març de 1993 al Grieg Hall de Bergen. No obstant això, les versions es van estendre, amb molts mesos entre la gravació i la publicació de cada àlbum. Durant aquest temps, Vikernes va formar part de l'escena noruega de black metal i va conèixer el guitarrista de Mayhem Euronymous. Suposadament també va participar en la crema de quatre esglésies, juntament amb altres membres de l'escena. L'agost de 1993, Vikernes va matar a punyalades Euronymous al seu apartament d'Oslo. Pocs dies després va ser arrestat i, el maig de 1994, va ser condemnat a 21 anys de presó tant per l'assassinat com per l'incendi d'esglésies.
La primera cançó de Filosofem, "Dunkelheit", va ser la primera cançó que Vikernes va escriure com a Burzum, amb la mateixa cançó inicialment anomenada "Burzum". Havia estat gravat el setembre de 1992 per a l'àlbum Hvis lyset tar oss, però Vikernes no estava satisfet amb el tema i el va tornar a gravar per a aquest disc sis mesos després. Segons una declaració feta per Vikernes a burzum.org, el sistema penitenciari noruec va perdre les cintes mestres de la versió de "Burzum" destinada a Hvis lyset tar oss.
L'àlbum es va gravar en males condicions, per tal de conservar un so de lo-fi cru. No es va utilitzar cap amplificador de guitarra; en canvi, Vikernes va connectar la seva guitarra a l'amplificador de l'estèreo del seu germà i va utilitzar vells pedals fuzz. Per a la veu, va demanar a un tècnic de so el pitjor micròfon que tingués i va acabar utilitzant uns antics auriculars d’helicòpter.

## Música i obra gràfica
La música de Filosofem va continuar l'experimentació de Vikernes amb el minimalisme, repetició i música ambiental dins del black metal. Les pistes de l'àlbum són totes molt llargues (la més curta és de poc més de set minuts), i normalment es componen de molt pocs motius musicals. Per exemple, "Jesu død", una pista de més de vuit minuts i mig, es basa principalment en variacions d'un sol riff. L'èpica "Rundtgåing av den transcendentale egenhetens støtte", la cançó ambient més llarga de Burzum fins a la data, repeteix una melodia senzilla durant gairebé la totalitat del temps d'execució, passant d'un ostinato de baix a un ostinato d'harmonia a la meitat de la peça. A més, les tres primeres cançons es troben en clau de mi menor.
"Burzum", la pista d'obertura, presenta una melodia destacada interpretada per un sintetitzador que se situa sobre les guitarres i veus distorsionades. Les dues pistes "Decrepitude" es complementen, amb ".i" en la veu i mantenint les guitarres en primer pla; mentre que ".ii" és instrumental i, en canvi, se centra en els efectes de so i la melodia del teclat al fons de ".i".
La portada i el llibret de l’àlbum contenen obres d’art de Theodor Kittelsen. La portada es diu Op sota Fjeldet toner en Lur (en català "Dalt els Turons sona una Crida de Clarió").

## Llista de pistes
S'edità en CD, cassets i vinils.
Totes les cançons foren escrites i compostes per Varg Vikernes. 
| Núm.          | Títol | German version                                           | Durada |
| ------------- | --- | -------------------------------------------------------- | ------ |
| 1.            | «Burzum» ("Darkness")                                                                                                   | "Dunkelheit"                                             | 7:05   |
| 2.            | «Jesu død» ("Jesus' Death")                                                                                             | "Jesus' Tod"                                             | 8:39   |
| 3.            | «Beholding the Daughters of the Firmament»                                                                              | "Erblicket die Töchter des Firmaments"                   | 7:53   |
| 4.            | «Decrepitude .i.» | "Gebrechlichkeit .i." ("Frailty .i.")                    | 7:53   |
| 5.            | «Rundtgåing av den transcendentale egenhetens støtte» ("Circumambulation of the Transcendental Columns of Singularity") | "Rundgang um die transzendentale Säule der Singularität" | 25:11  |
| 6.            | «Decrepitude .ii.» | "Gebrechlichkeit .ii." ("Frailty .ii.")                  | 7:53   |
| Durada total: | Durada total: | Durada total:                                            | 64:34  |

- Les edicions en casset comencen a la cara B amb "Rundtgåing". Les reedicions de vinil a partir del 2005 presenten "Rundtgåing" a la cara C i "Decrepitude .ii". a la cara D.

Edició en vinil original
| 1.            | «Burzum» ("Darkness")                      | "Dunkelheit"                           | 7:05  |
| 2.            | «Jesu død» ("Jesus' Death")                | "Jesus' Tod"                           | 8:39  |
| 3.            | «Beholding the Daughters of the Firmament» | "Erblicket die Töchter des Firmaments" | 7:53  |
| Durada total: | Durada total:                              | Durada total:                          | 23:37 |

| 1.            | «Decrepitude .i.»  | "Gebrechlichkeit .i." ("Frailty .i.")   | 7:53  |
| 2.            | «Decrepitude .ii.» | "Gebrechlichkeit .ii." ("Frailty .ii.") | 7:53  |
| Durada total: | Durada total:      | Durada total:                           | 15:46 |

| 1.            | «Rundtgåing av den transcendentale egenhetens støtte» ("Circumambulation of the Transcendental Columns of Singularity") | "Rundgang um die transzendentale Säule der Singularität" | 25:11 |
| Durada total: | Durada total: | Durada total:                                            | 25:11 |

## Intèrprets
- Count Grishnackh (Varg Vikernes): veu, guitarra, baix, sintetitzador, bateria, efectes de so, producció
- Pytten - producció

## Influència
La cançó "Rundtgåing av den transcendentale egenhetens støtte" va ser samplejada pel productor nord-americà de hip hop Mike WiLL Made It per a la cançó "Pussy Print" de l'artista Gucci Mane amb Kanye West, del novè àlbum d'estudi Everybody Looking de Mane.